# Sleepwalking (Bring Me the Horizon)
Sleepwalking è un singolo del gruppo musicale britannico Bring Me the Horizon, pubblicato il 1º marzo 2013 come secondo estratto dal quarto album in studio Sempiternal.

## Video musicale
Il video, diretto da Aniceideaeveryday, è stato reso disponibile il 4 marzo 2013 attraverso il canale YouTube del gruppo.

## Tracce
Testi e musiche di Oliver Sykes, Jordan Fish e Lee Malia.
Download digitale – 1ª versione
1. Sleepwalking – 3:50

Download digitale – 2ª versione, 10"
1. Sleepwalking – 3:50
2. Sleepwalking (Instrumental) – 3:50

## Formazione
Gruppo
- Oliver Sykes – voce
- Matt Kean − basso
- Matt Nicholls − batteria
- Lee Malia − chitarra
- Jordan Fish − programmazione, cori

Altri musicisti
- Claes Strängberg – cori
- Per Strängberg – cori
- Andy Saiker – cori
- Ed Fenwick – cori
- Katherine Parrott – cori
- Mike Plews – cori
- Sarah Lewin – cori
- Nesta Rixon – cori
- Mara Rixon – cori
- Reece Coyne – cori
- Luka Spiby – cori
- Dave Holland – cori
- Emma Taylor – cori
- Jenny Millard – cori
- Yazmin Beckett – cori
- Jack Beakhust – cori
- Glen Brown – cori
- Demi Scott – cori
- T – cori
- Julia Beaumont – cori
- Chloe Mellors – cori
- Janice Nicholls – cori
- Damien Bennett – cori
- Richard Nicholls – cori
- Corey Leary – cori
- Tom Sykes – cori
- Brendan Dooney – cori
- Chris Stokes – cori
- Jonathon Shaw – cori
- Sam Hudson – cori
- Jade Higgins – cori
- Brigitta Metaxas – cori
- Ian Sykes – cori
- Carol Sykes – cori
- Daniel Stokes – cori
- Jack Jones – cori
- Jordan Rudge – cori
- Jake O'Neill – cori
- Brad Wood – cori
- Alex Fisher – cori
- Suzanne Malia – cori
- Dave Malia – cori
- Gill Malia – cori
- Ian Middleton – cori

Produzione
- Terry Date – produzione, registrazione
- Kevin Mills – ingegneria del suono
- Tom A. D. Fuller – ingegneria del suono aggiuntiva
- Luke Gibbs – assistenza tecnica secondaria
- David Bendeth – missaggio
- Ted Jensen – mastering

## Classifiche
| Classifica (2013-14)          | Posizione massima |
| ----------------------------- | ----------------- |
| Regno Unito                   | 122               |
| Regno Unito (rock & metal)    | 3                 |
| Stati Uniti (mainstream rock) | 14                |